# Una diga sul Pacifico (film)
Una diga sul Pacifico (Un barrage contre le Pacifique) è un film del 2008 diretto da Rithy Panh. È stato presentato al Toronto International Film Festival il 9 settembre 2008. Ha concorso nella sezione Cinema 2008 alla 3ª edizione del Festival Internazionale del Film di Roma. Si ispira al romanzo Una diga sul Pacifico di Marguerite Duras.